# Li Xiannian
Li Xiannian (Chinees: 李先念, Hanyu pinyin: Lǐ Xiānniàn) (Hong’an, Huanggang (Hubei), Qing-dynastie, 23 juni 1909 - Peking, Volksrepubliek China, 21 juni 1992), zijn naam wordt ook wel als Li Hsien-nien gespeld, was de president van de Volksrepubliek China van 1983 tot 1988.
Li werd lid van de Communistische Partij van China in 1927 en diende als kapitein en politiek commissaris in het Volksbevrijdingsleger tijdens de Lange Mars.
Hij was een invloedrijk persoon in de Volksrepubliek China, onder ander door zijn lidmaatschap van het politbureau van de Communistische Partij sinds 1956. Hij verloor invloed na de Culturele Revolutie maar werd toch minister van financiën in 1973 onder Zhou Enlai. In deze functie maakte hij vroege bewegingen naar een meer marktgebaseerde economie. Gedurende enkele jaren was hij vicepremier.
Zijn voorganger als president was Liu Shaoqi en hij werd opgevolgd door Yang Shangkun.
- Gemeinsame Normdatei: 124787797
- International Standard Name Identifier: 0000 0000 6323 9052
- Library of Congress Control Number: nr90003071
- Nationale bibliotheek van Australië: 36684761
- Nationale Bibliotheek van Israël: 987011218077405171
- Nationale Bibliotheek van Polen: a0000002222130
- Nederlandse Thesaurus van Auteursnamen: 151447616
- Système universitaire de documentation: 252297423
- Trove: 1395178
- Virtual International Authority File: 60026088
- WorldCat: E39PBJqk86BMgTccMVjWVwpQMP